# Ладига Віктор Миколайович
Ві́ктор Микола́йович Лади́га — старший солдат Збройних сил України, учасник російсько-української війни. Герой України (2025).

## Нагороди
- Звання Герой України з врученням ордена «Золота Зірка» (13 червня 2025) — за особисту мужність і героїзм, виявлені у захисті державного суверенітету та територіальної цілісності України, самовіддане служіння Українському народові[1].
- Орден «За мужність» III ступеня (10 листопада 2023) — за особисту мужність, виявлену у захисті державного суверенітету та територіальної цілісності України, самовіддане виконання військового обов'язку[2].
- Медаль «За військову службу Україні» (25 квітня 2022) — за особисту мужність і самовіддані дії, виявлені у захисті державного суверенітету та територіальної цілісності України, вірність військовій присязі[3].